# Rodolphe Caillaux
Rodolphe Caillaux (* 11. November 1904 in Paris; † Juni 1989 in Fontenay-lès-Briis) war ein französischer Maler des Expressionismus.

## Leben
Caillaux war ein Neffe des Politikers Joseph Caillaux und hatte baskische Wurzeln. Er wuchs in Montmartre auf, wo er auch die Schule besuchte.
Als Autodidakt hatte Caillaux 1928 sein Debüt in der Jahresausstellung der Société des Artistes Indépendants. Ab dieser Zeit zählte man ihn zur École de Paris und zusammen mit Otto Freundlich, Jean Hélion und anderen war er auch 1932 im Salon d’Automne zu sehen. Als nach dem Waffenstillstand von Compiègne Frankreich besetzt wurde, verließ Caillaux Paris. Er ließ sich in Pau (Département Pyrénées-Atlantiques) nieder.
Caillaux kehrte erst 1947 wieder nach Paris zurück und ließ sich in Montmartre nieder (189, Rue Ordener).
Caillaux starb mit 85 Jahren in Paris und fand auf dem Cimetière de Montmartre seine letzte Ruhestätte.

## Ehrungen
- 1983 Prix Puvis de Chavannes[2]
- Ritter der Ehrenlegion
- Ehrenpräsident des Salon Comparaisons
- Rue Rodolphe Caillaux in Saint-Jean-de-Luz (Département Pyrénées-Atlantiques) wurde ihm zu Ehren benannt

## Werke (Auswahl)
- Achille Zavatta.
- Combat de coqs.
- Le clown espagnol.
- Le torero blessé.
- Neige au ciel orange.
- Triptyque.